# Orcaella
Orcaella (Іравадійські дельфіни) — рід ссавців родини дельфінових, що налічує 2 види.

## Морфологія
Довжиною близько 2,70 метра, майже рівномірно сірого кольору, зі світлішою черевною стороною. Рило витягнуте і нагадує Phocoenidae. Від Neophocaena phocaenoides, який мешкає в тій же області відрізняються наявністю невеликого плавця. Голови округлені. Кути рота загнуті вгору, так що створюється враження "посмішки".

## Поширення
- Orcaella brevirostris (Іравадійський дельфін) — знаходиться на узбережжі тропічної Південно-Східної Азії від узбережжя Бенгальської затоки до Великих Зондських островів.
- Orcaella heinsohni (Австралійський кирпатий дельфін) — схід узбережжя острова Нова Гвінея і північ Австралії.

## Поведінка
Ці дельфіни живуть в теплих, тропічних і часто мулистих водах. Регулярно входить у річки, був записаний на 1440 км вгору по Іраваді, і може постійно жити в прісній воді. Часто супроводжує річкові пароплави. Дихає з інтервалом 70-150 секунд. Дієта складається з риби і ракоподібних, які часто зустрічається на дні. Хоча групи, як правило, складаються не більше ніж з 10 тварин, одиночні особини зустрічаються рідко. Плаває навколо човна колами які все скорочуються, тим самим змушуючи рибу потрапити в мережі. Рибалки діляться своїм уловом. Ці дельфіни іноді виловлюються випадково.

## Життєвий цикл
Парування, як повідомляється, відбуваються з березня по червень, період вагітності, оцінюється в 14 місяців; в полоні новонароджені були 96 см в довжину і важили 12,3 кг, почали їсти тверду їжу у 6 місяців, і повністю віднімаються від годування молоком на 2 роки. Статева зрілість може бути досягнута в 4-6 років, довговічність може бути близько 30 років.